# ハネモノ (曲)
「ハネモノ」は、日本のロックバンド・スピッツの楽曲。2002年8月7日にユニバーサルミュージックより通算26作目のシングルとして発売。レーベルはユニバーサルJ。

## 概要
カルピスCMソングとして書き下ろされた曲。当初は歌詞なしで「ラララ」のハミングのみの弾き語りバージョン（未発売）がオンエアされ、問い合わせが殺到した。
一年前に起きた911テロ事件の後、草野は少なからず音楽をやる意味に疑問を感じていたが、カルピスからの楽曲依頼によって、人々の不安を少しでも和らげることができる音楽を作ろうというきっかけを与えられたと語る。
タイトルは草野の造語で、「羽のような生き物」という意味。パチンコの開閉するパーツのことではなく、草野自身もそれを知らなかったと語る。
10thアルバム『三日月ロック』からの先行シングルとして、同アルバム収録の「水色の街」と同時発売。ジャケット写真の少年は幼少期のアートディレクター木村豊で、被っているのは石ノ森章太郎原作の特撮ヒーロー番組『変身忍者 嵐』のお面である。ちなみにアルバム『三日月ロック』の歌詞カードにも彼の幼少期の写真が使用されている。

## 収録曲
1. ハネモノ（作詞、作曲／草野正宗　編曲／スピッツ&亀田誠治）
収録アルバム：『三日月ロック』、『CYCLE HIT 1997-2005 Spitz Complete Single Collection』
2. SUGINAMI MELODY（作詞、作曲／草野正宗　編曲／スピッツ&亀田誠治　弦編曲／亀田誠治）
収録アルバム：『色色衣』

## 参加ミュージシャン
ハネモノ
- 草野マサムネ - Vocals, Guitars
- 三輪テツヤ - Guitars
- 田村明浩 - Bass
- 﨑山龍男 - Drums, Percussion
- 中山信彦 - Programming

SUGINAMI MELODY
- 草野マサムネ- Vocals
- 三輪テツヤ- Guitars, Banjo
- 田村明浩- Bass Guitar
- 﨑山龍男- Drums, Percussion
- 中山信彦- Programming
- 金原千恵子グループ- Strings